# Gare de Massérac
La gare de Massérac est une gare ferroviaire française de la ligne de Rennes à Redon, située sur le territoire de la commune de Massérac, dans le département de la Loire-Atlantique en région Pays de la Loire.
C'est aujourd'hui une halte ferroviaire de la Société nationale des chemins de fer français (SNCF), desservie par des trains express régionaux TER Bretagne, circulant entre les gares de Rennes et Redon.

## Situation ferroviaire
Établie à neuf mètres d'altitude, la gare de Massérac est située au point kilométrique 430,417 de la ligne de Rennes à Redon, entre les gares de Beslé et Redon.

## Histoire
La gare de Massérac a été mise en service en 1862 par la Compagnie des chemins de fer de l'Ouest, lors de l'ouverture de la section de Rennes à Redon. Elle a joué un rôle important dans le développement économique local, facilitant le transport des marchandises agricoles et industrielles de la région vers les grands centres urbains.
Dans les années 1980, avec la modernisation du réseau ferroviaire et la diminution du trafic local, la gare a perdu son bâtiment voyageurs et est devenue une simple halte. Depuis, elle est un point d'arrêt non géré (PANG), sans personnel sur place.
Des travaux de rénovation ont été réalisés en 2019 pour améliorer l'accessibilité et la sécurité des quais, en conformité avec les normes pour les personnes à mobilité réduite (PMR).

## Services voyageurs

### Accueil
Halte SNCF, c'est un point d'arrêt non géré (PANG) à entrée libre.

### Desserte
Massérac est desservi par moins d'une dizaine de trains quotidiens, circulant entre les gares de Rennes et Redon.